# John Crome

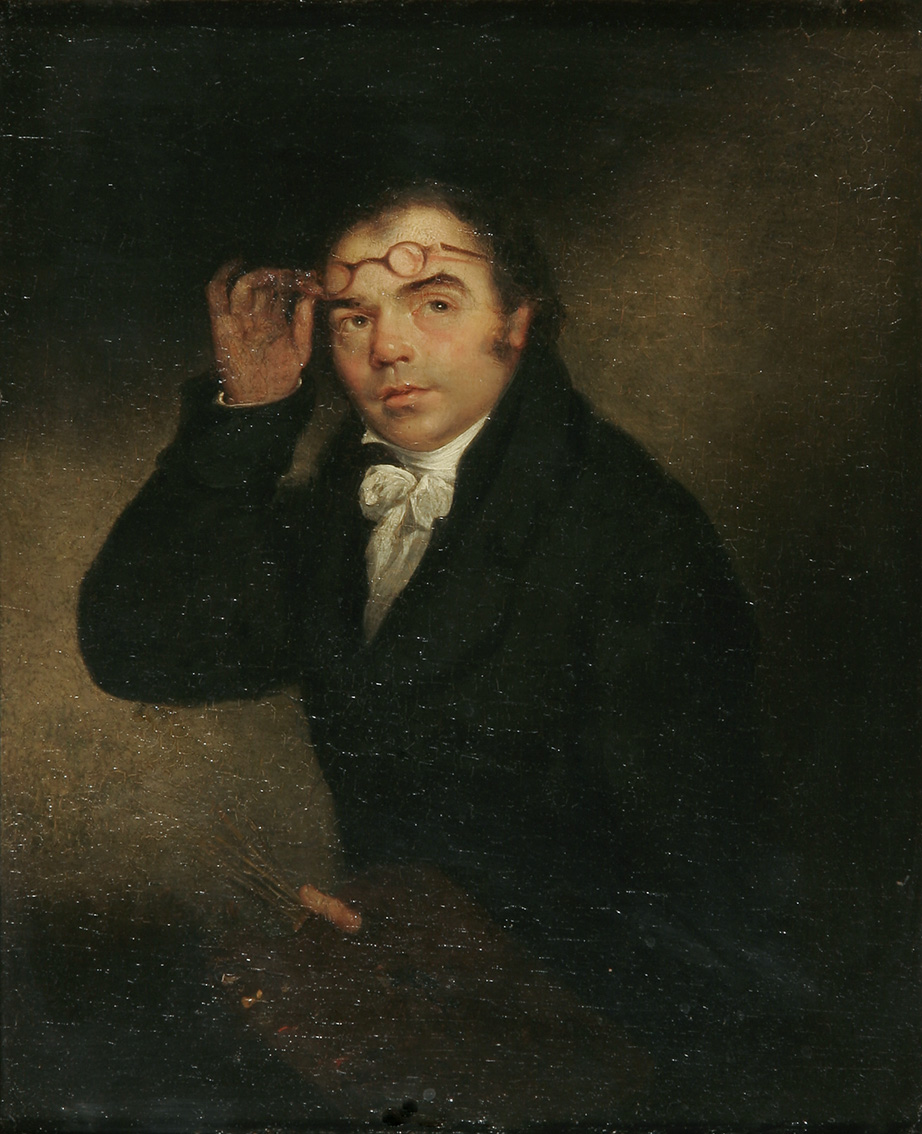
John Crome, por Michael W. Sharpe.

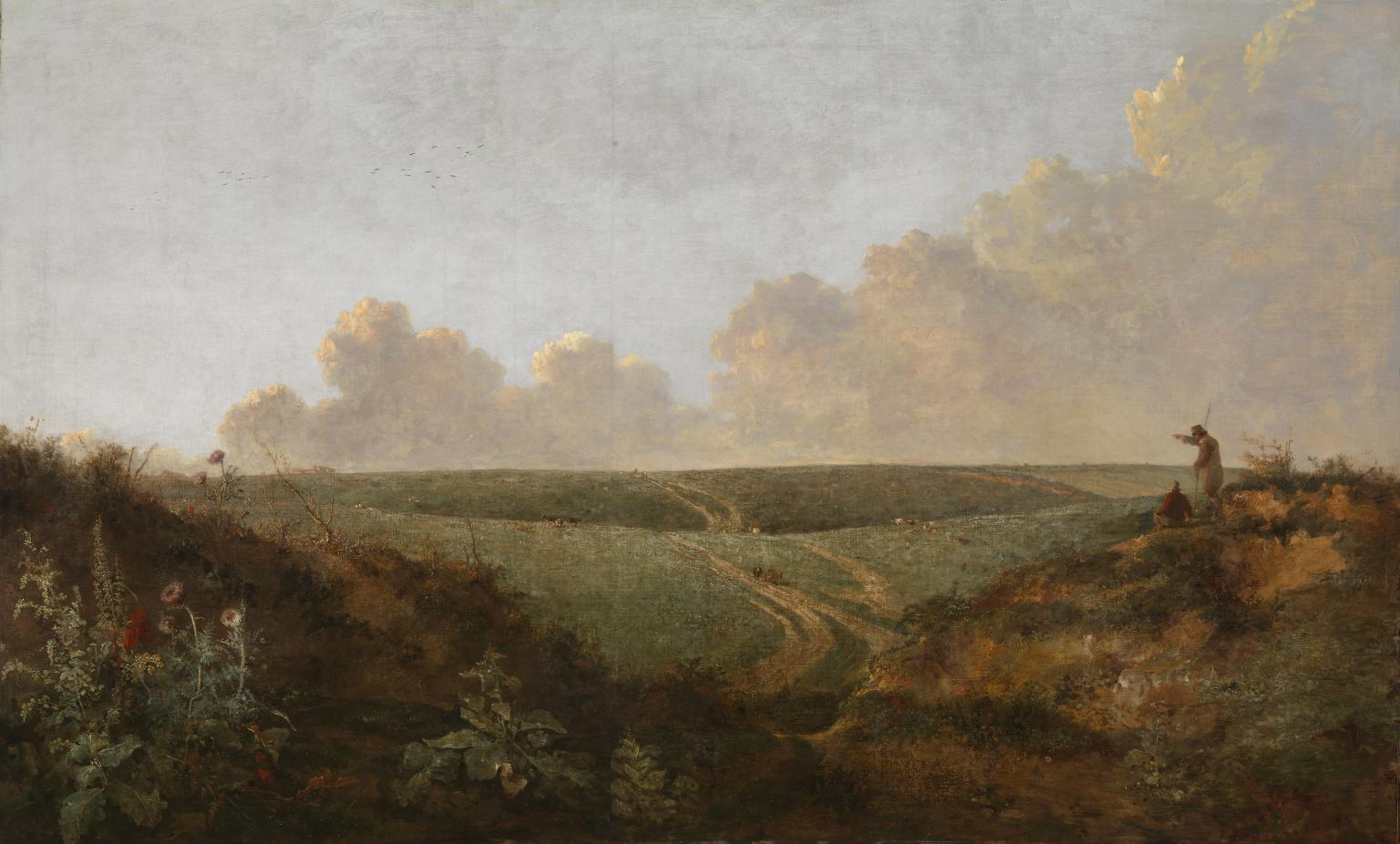
Mousehold Heath, Norwich, ca. 1818-1820.

John Crome (22 de diciembre de 1768 - 22 de abril de 1821) fue un pintor romántico. Nacido en la ciudad inglesa de Norwich, John Crome es conocido como Old Crome (El Viejo Crome) para distinguirlo de su hijo, John Berney Crome, también un artista reconocido.
Hijo de un tejedor, se dice que aprendió sus habilidades copiando los gainsboroughs y hobbemas propiedad de Thomas Harvey de Old Catton, su patrón desde 1790. Las dos principales influencias en su estilo son la pintura holandesa del siglo XVII y Richard Wilson.
Crome fue fundador de la escuela de Norwich de pintores, de la que John Sell Cotman es otro miembro famoso. Trabajó tanto la acuarela como el óleo. Sólo sus óleos son más de 300. Muchos pueden verse en la Tate Gallery y la Royal Academy, pero también está representado en el propio Norwich. Produjo grabados y enseñó arte. 